# 蔡辰鴻
蔡辰鴻（1949年5月13日—），臺灣苗栗縣竹南鎮人，國泰集團創始人蔡萬春第四子，畢業於輔仁大學。媒體曾傳他是二房戴瑞穗所生，但他僅比二房生的蔡辰洋晚出生十幾天，實為蔡萬春與外婦私生的庶子。

## 簡介
曾任國信紡織、萬信纖維公司總經理，國泰建設、旭順食品公司常務董事，國泰信託投資、國泰塑膠工業、环球水泥及理想工业等公司董事等職，現在自營穩來貿易公司。其妻張玉齡曾任穩來貿易公司董事長。